# 羅哈欽卡
46°30′23″N 33°44′43″E / 46.50639°N 33.74528°E
羅哈欽卡（烏克蘭語：Рогачинка）是位於烏克蘭南部的村莊，由赫爾松州卡霍夫卡區的赫雷斯蒂夫卡市鎮負責管轄。該村始建於1903年，面積5平方公里，海拔高度35米，2001年人口11，人口密度每平方公里2.2人。